# Korelacja wielokrotna
Korelacja wielokrotna – jedna z miar zależności, współczynnik określający poziom zależności pomiędzy zmienną liczbową (ze skali przedziałowej lub ilorazowej) a zmienną będącą połączeniem kilku innych zmiennych. 
Przykład zastosowania: związek pomiędzy średnią ocen na studiach medycznych a wynikami matury (zmienna wyniki matury składa się z trzech komponentów, którym nadano odpowiednie wagi: ocena z biologii, ocena z chemii i ocena z matematyki). Załóżmy, że chcemy przewidywać jak będą radzić sobie na studiach medycznych maturzyści. Każdej części składowej zmiennej wyniki matury (czyli każdemu predyktorowi) nadajemy wagę w taki sposób, że mają one jako grupa możliwie najwyższą korelację ze zmienną, którą chcemy przewidywać (w tym przypadku średnią ocen na studiach medycznych). Aby policzyć korelację wielokrotną musimy znać wielkość współczynników korelacji liniowej Pearsona pomiędzy wszystkimi parami zmiennych.